# Staatsrechtlicher Bestimmtheitsgrundsatz (Deutschland)
Der staatsrechtliche Bestimmtheitsgrundsatz ist eine Ausprägung des im Grundgesetz für die Bundesrepublik Deutschland garantierten Rechtsstaats- und Demokratieprinzips (Art. 20, Art. 28 Abs. 1 GG), aus dem auch das Gebot der Normenklarheit hergeleitet wird. Beiden Grundsätzen ist das Prinzip der Rechtssicherheit übergeordnet.
Dem staatsrechtlichen Bestimmtheitsgebot müssen nicht nur Eingriffsermächtigungen genügen, sondern auch die Verordnungsermächtigungen nach Art. 80 Abs. 1 Satz 2 GG. Da das Gesetz Inhalt, Zweck und Ausmaß der erteilten Ermächtigung bestimmen muss, bedarf es einer bestimmbaren Notwendigkeit für den Erlass gesetzlicher Regelungen (sogenannte Regelungsdichte).

## Prinzip
Der Bürger muss erkennen können, welche Rechtsfolgen sich eventuell aus seinem Verhalten ergeben. Die staatliche Reaktion auf Handlungen muss voraussehbar sein, andernfalls wäre der Bürger der Willkür des Staates ausgesetzt. Damit ist festgelegt, dass vor allem für Gesetzestexte und für Verwaltungsakte, also immer wenn der Staat dem Bürger gegenüber auftritt, eine hinreichend klare Formulierung und eine Bestimmung der Rechtsfolgen Voraussetzung sein muss. Dies steht häufig im Konflikt mit der notwendigen Abstraktheit, mit der vor allem Gesetze formuliert werden müssen, damit sie auch alle relevanten Fälle regeln.
Der Gesetzgeber steht dabei immer wieder vor dem Problem, dass nicht alle erdenklichen Lebenssachverhalte vorausschauend in den Regelungen aufgenommen werden können. Auch auf ungewöhnliche Situationen muss per Gesetz reagiert werden können. Daher sind die meisten Gesetze sehr abstrakt formuliert.

### Gesetze im möglichen Konflikt mit dem Prinzip
In der Rechtswissenschaft wurde und wird bei einigen Gesetzen über deren Vereinbarkeit mit dem Bestimmtheitsgrundsatz diskutiert. Das Bundesverfassungsgericht hatte diverse Gesetze bereits wegen Verstoßes gegen den Bestimmtheitsgrundsatz verworfen. Das gilt beispielsweise für das Volkszählungsgesetz von 1983, auf das das Volkszählungsurteil erging. Nach Auffassung des Gerichts war es so unverständlich formuliert, dass „der auskunftspflichtige Bürger die Auswirkungen dieser Bestimmung nicht mehr zu übersehen [vermochte]“. Auch im Bereich der Telekommunikationsüberwachung war das Bundesverfassungsgericht zur Urteilsfindung aufgerufen.
Das Bundesverfassungsgericht konkretisiert das Bestimmtheitsgebot so, dass Inhalt, Zweck und Ausmaß der erteilten Ermächtigung zu bestimmen sind. Da inhaltliche Interferenzen bestehen, hat das Gericht zur besseren Handhabung drei Formeln entwickelt, die die Sicht auf die Interessenslage aus drei Perspektiven zulässt (Dreiformellehre). Mittels der „Selbstentscheidungsformel“ kann der Gesetzgeber selbst entscheiden, welche Fragen er selbst regelt oder niedergesetzlichen Maßnahmen überlässt. Der Blickwinkel des betroffenen Bürgers wird über die „Vorhersehbarkeitsformel“ erfasst. Der Adressat soll erkennen können, mit welcher Tendenz von der (geplanten) Ermächtigung Gebrauch per Rechtsverordnung gemacht wird. Die „Programmformel“ richtet sich an die Verwaltung. Für diese muss erkennbar sein, was durch die Ermächtigung erreicht werden soll. Bevor eine Rechtsverordnung erlassen wird, soll klargestellt sein, welche Grundzüge der parlamentarische Gesetzgeber im Auge hat.
Um Anwendungsmöglichkeiten eines Gesetzes flexibler zu gestalten, kann auf so genannte unbestimmte Rechtsbegriffe zurückgegriffen werden. So wird dem Rechtsanwender ein Beurteilungsspielraum eingeräumt oder ein gewisser Ermessenspielraum zuerkannt.

### Der Grundsatz im Spannungsfeld zu Analogien
Eine besondere Formulierung des Bestimmtheitsgrundsatzes findet sich nochmals in Art. 103 Abs. 2 GG, der vor allem für Strafgesetze fordert, dass die Strafbarkeit gesetzlich bestimmt sein muss (nullum crimen, nulla poena sine lege). Daraus wird für das Strafrecht, Ordnungswidrigkeitenrecht und Aufenthaltsrecht ein weitgehendes Analogieverbot abgeleitet. 
Analogien sind in anderen Rechtsgebieten gebräuchlich, um übersehene, von anderen Regelungen nicht erfasste Fälle unter den Tatbestand eines Gesetzes zu fassen, das diesen Fall zwar nicht ausdrücklich mitregelt, aber vom Grundgedanken der Regelung eine systematisch stimmige und gerechte Lösung des Falles zulässt. Das entsprechende, vom Wortlaut eigentlich nicht passende Gesetz wird dann „analog“ auf den konkreten Fall angewandt.
Im Strafrecht wird die analoge Anwendung von Vorschriften zu Lasten des Täters daher ausgeschlossen, da Analogien eben nicht bestimmt, also ausdrücklich gesetzlich geregelt, sind.